# François Hers
François Hers, né le 20 mars 1943 à Uccle, est un artiste et photographe belge. Il vit et travaille en France depuis 1968.

## Biographie
L’itinéraire et l’œuvre de cet artiste de la mouvance conceptuelle sont à l’image de la formation qu’il a reçue. Sa mère (Nelly Stutz-Anagnostopoulos, 1921-1987) lui a appris, par les récits des faits et gestes de sa famille durant la guerre de libération et la constitution de l’État grec, que l’on peut influer sur l’histoire. Son père (Joseph Hers, 1884-1965), qui avant de fonder une famille passa plus de trente-cinq ans en Chine, lui a donné le goût de chercher les véritables moteurs de l’histoire derrière les versions communément admises. La maison de l’architecte Henry Van de Velde dans laquelle il a vécu jusqu’à l’âge de 21 ans était un lieu de rendez-vous privilégié de personnalités venues informer son père sur les réalités politiques, religieuses, diplomatiques et économiques dans les pays d’Asie, du bloc soviétique et d’Afrique, et ce, dans le cadre de ses activités destinées à favoriser les échanges avec ces régions du globe, qui soient fondées sur des informations de première main.
Quant à son éducation artistique, François Hers l’a faite à partir de la lecture de livres et de revues, manifestes et autres textes fondateurs de l’histoire de l’art en Europe de 1900 à 1940. Publications exhaustives qu’avait laissées Henry Van de Velde dans cette maison - la nouvelle maison - qu’il a construite en 1927 et classée depuis monument historique. 
Après un bref passage en architecture et s’être interrogé sur ce qu’il pourrait apporter à cette histoire de l’art moderne qui l’avait tant enthousiasmé, François Hers comprit que ce n’est pas avec un parcours et les médiums traditionnels qu’il pourrait concrétiser une ambition qui guidera toute son œuvre. 
En 1963, François Hers choisit, pour reprendre ses mots, de sortir des murs du musée qui enfermaient les perspectives ouvertes par Dada et de créer une forme de relation entre la société, ses artistes et leurs œuvres qui soit aussi contemporaine que les œuvres elles-mêmes. Il juge que, quelles que soient les avancées formelles proposées par les avant-gardes, ces relations s’établissent encore par défaut ou restent régies par des modalités conçues à la Renaissance.
Durant les années soixante et soixante-dix, François Hers utilise la photographie comme outil pour réaliser des performances et interroger les formes que peuvent prendre la relation d’un artiste avec sa société, celles de ses membres entre eux, ainsi que les formes d’expressions les plus intimes de chacun.
En 1972, installé à Paris, il participe à la création de l'agence Viva, une coopérative d'auteurs-photographes. Il y sera l’instigateur du reportage collectif intitulé Familles en France qui sera qualifié d’historique par le portrait percutant des bouleversements de la société française qu’il présente. Pour nourrir son œuvre d’une expérience du monde, le statut de reporter qu’il acquiert ainsi lui donne les moyens de voyager et de s’immerger dans des situations qui lui seraient autrement fermées en tant qu’artiste. Cela lui permet d’expérimenter également les conditions d’une économie de la demande à l’opposé de l’économie de l’offre qui régit les échanges en art. Si, selon lui, ce mode d’échange anonyme fut historiquement nécessaire, l’autonomie et la liberté de l’artiste étant maintenant acquises, comme celles de tout un chacun, il ne peut rester seul à répondre aux besoins de création de leur société dans une économie politique de l’art qui, de plus, ne répond en rien aux exigences d’une démocratie.
Il expose dans différents musées et centres d’art. Il présente en 1980, à la Biennale de Paris au MAMVP, une série qui révolutionne l’art du nu. Il publie, en 1982, dans le quotidien Libération durant cinq semaines sous la forme d’une image par jour, assortie d’un commentaire, une réflexion sur l’acte photographique à partir de sa relation à la ville dans laquelle il vit : Paris. En 1981, il expose, Intérieurs au centre Georges Pompidou avec un livre qui rencontrera, au-delà du monde de l’art, un important écho en sciences humaines.
En 1983, François Hers publie, sous les titres Récit -  A Tale en version anglaise - aux éditions Lebeer-Hossmann, à Bruxelles, aux éditions Herscher à Paris et chez Thames & Hudson à Londres. C’est un livre de photographies qui, dans sa forme et son contenu renouvelle profondément le genre. Avec un texte qui résulte d’un dialogue avec Jean François Chevrier et avec des images mises en page par Roman Cieslewicz, il présente sa quête pour sortir l’artiste moderne d’une situation où il est condamné au rôle de héros solitaire de sa propre histoire. Une situation dans laquelle l’œuvre elle-même n’aura d’autre vie sociale que d’être enfermée dans un statut d’objet marchand ou patrimonial, sans pouvoir concrétiser les ambitions qui ont porté sa génération d’artistes : changer le monde et mettre l’art dans la vie. Une quête qui sera qualifiée de « sauvage ».
Après sa participation, en 1986, à l’exposition Chambres d’amis à Gand en Belgique dont le concept fut inspiré à son organisateur, Jan Hoet, par son livre Intérieurs et, après une collaboration avec l’une des galeries d’art contemporain les plus représentative de l’époque, Gewad, animée par Joost Declercq, François Hers est définitivement convaincu que c’est en dehors du musée et du marché qu’il trouvera les moyens et les collaborations qui l’aideront à concrétiser son propos.
Dans le même temps, en 1983, en réponse à une demande faite par Bernard Latarjet au nom de la DATAR (délégation interministérielle à l’aménagement du territoire et à l’action régionale), il propose la création d’une mission photographique dont il conçoit le protocole et qu’il dirigera jusqu’en 1989. Il a convaincu cette administration publique de reconnaître les responsabilités culturelles inhérentes à son activité technique qui bouleverse le paysage en France et de les assumer en faisant appel à des artistes pour imaginer de nouvelles formes de relation à l’espace contemporain. Cette Mission photographique de la DATAR fera date dans l’Histoire de la photographie et de celle des représentations de l’espace. 
En 1990, interrogé par la Fondation de France à la recherche de modèles d’actions permettant une meilleure prise en compte des réels besoins culturels de notre société, il propose, cette fois, à Bernard Latarjet qui en avait pris la direction, un mode d’action fondé sur un appel à l’art émanent de la société elle-même. Action régie par un protocole que cette Fondation permettra, en 1991, de mettre en œuvre en lien avec un programme de soutien multiforme à la recherche en histoire de l’art et sciences humaines.
Cette mise en œuvre du Protocole des Nouveaux commanditaires se fera avec l’aide d’un réseau de personnalités du monde de l’art contemporain auxquelles François Hers donnera le titre de médiateur car il leur est demandé, en apportant leurs savoirs et compétences, de faire le lien, non plus seulement entre des œuvres existantes et un public, mais entre des personnes pour faire œuvre ensemble : un commanditaire, un artiste, et au-delà entre tous celles qui seront concernées.
Il publie, en 2001, le Protocole, un premier texte manifeste traduit dans les langues de ses différents interlocuteurs et qui sera suivi, en 2012, par la publication, en collaboration avec Xavier Douroux, de L’art sans le capitalisme.
Deux ouvrages, en particulier, enrichiront la fortune critique de l’action des Nouveaux commanditaires. En 2013, sous l’égide d’un comité présidé par Bruno Latour, Faire art comme on fait société, propose une somme de 47 contributions, issues de nombreux champs disciplinaires. Celle-ci met en perspective cette action en se fondant tantôt sur des études de commandes ou des études de cas à travers l’histoire, tantôt sur l’étude générale des fonctionnements actuels. En 2017, sous la direction d’Estelle Zhong et Xavier Douroux, un autre ouvrage, publié en langue anglaise, Reclaiming Art - Reshaping Democracy, privilégie, de la même manière, des points de vue anglo-saxons. 
Toujours en tant que conseiller culturel de la Fondation de France, François Hers poursuit d’autres actions en parallèle. En 1994, dans un contexte polémique sur le bien-fondé du rôle des fondations privées en culture, il dirige la mise en place de la Fondation d’artiste Hartung-Bergman  devenue depuis une référence. Il en fera un laboratoire où sont interrogés et inventés des modes de gestion et d’étude de cette autre donnée essentielle de la culture contemporaine qu’est notre héritage artistique. En 2014, il considère qu’il ne peut donner de plus belles formes à cette fondation et que sa direction doit dorénavant être assumée par un historien : l’histoire de l’art étant au cœur de la raison d’être d’une telle fondation. Cette direction sera transmise à Thomas Schlesser.
Tout en pilotant la valorisation d’un patrimoine d’archives et artistique exceptionnel d’un château du 17e siècle, François Hers met en œuvre plusieurs autres fondations d’artistes. À titre d’exemples, celle d’Olivier Messiaen qui, après des travaux de rénovation de la propriété où celui-ci composa l’essentiel de son œuvre musicale, devient à partir de 2016, un lieu d’accueil privilégié pour d’autres compositeurs et interprètes. Il en propose la direction artistique à Bruno Messina.
Par ailleurs, dans le cadre d’un parc botanique et animalier, également sous l’égide de la Fondation de France, il propose de faire appel aux architectes Patrick Bouchain et Loïc Julienne avec leurs équipes de paysagistes et de graphistes pour donner forme aux dimensions culturelles de ce lieu. Il fait également appel à des chercheurs pour concevoir les réponses qui peuvent être apportées à l’une des principales questions que pose ce lieu et laquelle notre société est dorénavant confrontée : comment passer d’une relation prédatrice à une relation diplomatique au vivant et à la terre ?
En parallèle, avec l’organisation de séminaires et un soutien de la Fondation à l’édition, de nombreux travaux présentent, de l’antiquité à nos jours, une histoire de l’art qui ne soit pas seulement celle de ses formes mais des conditions politiques et des contextes qui ont conduit les artistes à agir comme ils l’ont fait et qui ont déterminé le statut qu’une société accorde à leurs œuvres.
En 2016, François Hers publie, en français et en anglais, Lettre à un ami au sujet des Nouveaux commanditaires pour accompagner le développement national et international de l’action, à laquelle se sont depuis associées différentes institutions publiques et privées, françaises et étrangères, allemandes en particulier.
En 2017, dans le cadre d’un nouveau projet éditorial appelé l’Art de la réponse, il propose que l’appel à la philosophie et à la recherche en sciences humaines, soit étendu à l’ensemble des enjeux culturels et des questions de société auxquelles la Fondation de France et les très nombreux acteurs qu’elle soutient, sont confrontés et apportent des réponses significatives.

## Le Protocole des Nouveaux commanditaires
Dans sa Lettre à un ami, François Hers propose d’ouvrir un nouveau chapitre de l’histoire de l’art. Il considère, en effet, que les conditions sont dorénavant réunies pour l’écriture d’un chapitre qui pourrait être celui d’un art de la Démocratie qui fasse suite à celui que l’on a appelé l’art Moderne.
Dans ce nouveau chapitre, il s’agit de donner maintenant un sens satisfaisant aux résultats de cette conquête de la modernité qui a débuté à la Renaissance et qui s’est achevée dans nos années soixante. Longue période durant laquelle les artistes ont assumé un rôle social décisif car le principal moteur de la création y fut, selon Hers, l’invention de l’Individualité et l’émancipation, qui lui est liée, de tous les modes de perception du monde et toutes les formes d’expression de la personne. 
Après ces conquêtes fondatrices qui ont permis l’invention de la démocratie et le développement des sciences et des technologies, développer un mouvement de création aussi marquant que ceux que nous a légué l’Histoire ou mener une grande politique culturelle commune, ne plus être le fait des seuls artistes, ou de quelques pouvoirs qu’ils soient religieux, politiques ou financiers. Autrement dit, en démocratie, ce nouveau chapitre ne peut être écrit que par la société elle-même dans le cadre d’un dialogue avec ses artistes. Dialogue rendu possible grâce à l’achèvement de cette libération des formes, dans toutes les disciplines de création, menée par les artistes et qui leur permet maintenant de prendre en compte, dans leur infinie diversité, toutes les problématiques culturelles de leur époque. Problématiques que Hers propose à chacun d’exprimer, dorénavant en tant qu'acteur, sur une scène de l’art sortie de ses murs car cette scène est celle de l’invention des formes et la plus appropriée pour inventer celles de relations satisfaisantes entre individus singuliers : la parole y est la plus libre, l’on y est maître de ses actes et la pensée s’y traduit en acte. L’appel à l’art est aussi ce qui permet à une œuvre commune d’outrepasser les intérêts particuliers qui l’ont fait naître pour devenir l’expression d’une question d’intérêt général.
Pour agir sur cette scène, le Protocole des Nouveaux commanditaires définit les rôles et les responsabilités de tous les acteurs sociaux, quels qu’ils soient et en quelques lieux qu’ils vivent ou travaillent : aux citoyens de dire une raison d’être de l’art et d’un investissement dans la création en assumant publiquement la responsabilité d’une commande ; aux artistes de créer l’œuvre appropriée, toutes les disciplines de création pouvant être mise à contribution ; aux élus politiques et aux mécènes, avec leurs administrations respectives, de contribuer à la prise en compte de l’initiative avec l’aide des compétences apportées par les médiateurs culturels, acteurs clés d’une mise en relation effective de tous les acteurs pour une production d’œuvre menée à bonne fin ; aux philosophes et chercheurs en sciences humaines d’éclairer les enjeux et de mettre l’action en perspective,.
Après un entracte de cinquante ans, durant lequel l’art s’est appelé contemporain, l’art devient, à nouveau, un moteur de l’Histoire.

## Distinctions
- 1983 : Prix Nadar
- 1999 : Médaille Juan Miro de l’Organisation des Nations Unies
- 2009 : Chevalier des Arts et des Lettres
- 2016 : Chevalier de la Légion d’Honneur

## Publications
- Intérieurs, avec Sophie Ristelhueber, Archives d'Architecture Moderne, 1981,  (ISBN 2-87143-022-5)
- Récit, Herscher, 1983,  (ISBN 978-2-7335-0047-7) / Lebeer-Hossmann, 1983
- A Tale, Thames & Hudson, 1983,  (ISBN 0-500-54091-8)
- Paysages Photographies, La Mission Photographique de la DATAR, Travaux en cours, Hazan, 1985,  (ISBN 2-85025-099-6)
- Paysages Photographies, En France les années quatre vingt, Hazan, 1989,  (ISBN 2-85025-210-7)
- Le Protocole, Les Presses du réel, 2002,  (ISBN 978-2-8406-6075-0)
- L'art sans le capitalisme, Les Presses du réel, 2012,  (ISBN 978-2-8406-6506-9)
- Art Without Capitalism, Les Presses du réel, 2013,  (ISBN 978-2-84066-591-5)
- Faire Art comme on fait Société, Les Presses du Réel, 2013,  (ISBN 978-2-84066-623-3)
- Lettre à un ami au sujet des Nouveaux commanditaires, Les Presses du Réel, 2013
- Opération  – Nouveaux commanditaires, Les Presses du Réel, 2023,  (ISBN 978-2-37896-382-8)